# Lawson Peak
Der Lawson Peak ist ein rund 600 m hoher und markanter Berg an der Graham-Küste des Grahamlands im Norden der Antarktischen Halbinsel. Er ragt 5,5 km südöstlich des Kap Evensen auf.
Der Falkland Islands Dependencies Survey kartierte ihn anhand von Luftaufnahmen der Hunting Aerosurveys Ltd. aus den Jahren von 1956 bis 1957. Das UK Antarctic Place-Names Committee benannte ihn 1960 nach dem britischen Augenarzt Arnold Lawson (1867–1947), dessen Arbeiten mit getöntem Glas wichtige Beiträge zur Verbesserung von Schneebrillen leisteten.Pilot bei der Falkland Islands and Dependencies Aerial Survey Expedition (1955–1956).